# Rösjön (Mörlunda socken, Småland)
Rösjön är en sjö i Hultsfreds kommun i Småland och ingår i Viråns huvudavrinningsområde. Sjön är 13 meter djup, har en yta på 0,29 kvadratkilometer och befinner sig 115,3 meter över havet. Rösjön ligger i Viråns vattensystem Natura 2000-område.

## Delavrinningsområde
Rösjön ingår i det delavrinningsområde (636342-151324) som SMHI kallar för Utloppet av Illern. Medelhöjden är 125 meter över havet och ytan är 37,59 kvadratkilometer. Det finns ett avrinningsområde uppströms, och räknas det in blir den ackumulerade arean 70,9 kvadratkilometer. Illån som avvattnar avrinningsområdet har biflödesordning 2, vilket innebär att vattnet flödar genom totalt 2 vattendrag innan det når havet efter 47 kilometer. Avrinningsområdet består mestadels av skog (75 procent). Avrinningsområdet har 5,39 kvadratkilometer vattenytor vilket ger det en sjöprocent på 14,3 procent.